# The Adventure of the Speckled Band
The Adventure of the Speckled Band (A Banda Malhada ou A Faixa Malhada) é um conto policial de Sir Arthur Conan Doyle protagonizada por Sherlock Holmes e Dr. Watson, publicado pela primeira vez na Strand Magazine em fevereiro de 1892, com 9 ilustrações de Sidney Paget.

## Sinopse
Helen Stoner procura Sherlock Holmes para que este investigue o assassinato de sua irmã Julia Stoner que estava às vésperas do casamento. Desde a morte de sua mãe, Helen Stoner e a irmã ficaram sob a guarda de seu padrasto, Dr.Grimesby Roylott. Segundo o testamento de sua mãe, Roylott cuidaria da parte de ambas na herança até que as duas estivessem casadas. 

### Ilustrações
Foi publicado com 9 ilustrações de Sidney Paget.

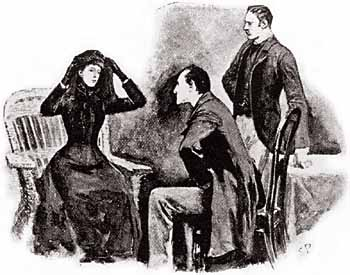
Helen Stoner procura Sherlock Holmes
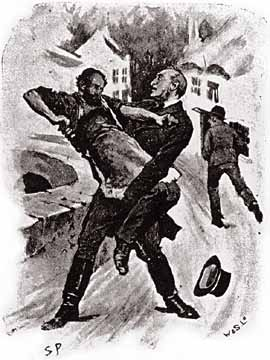
Helen conta a história de Sr. Roylott nos tempos de guerra
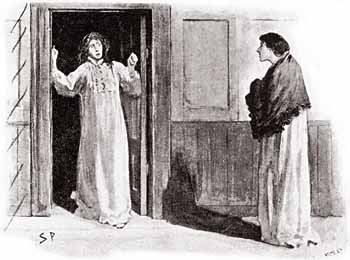
Helen conta sobre a estranha noite do crime
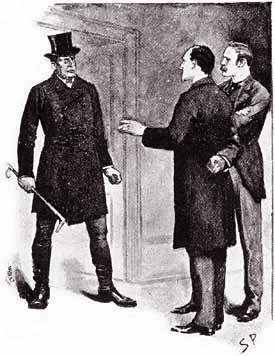
Grimesby Roylott fala com Sherlock Holmes
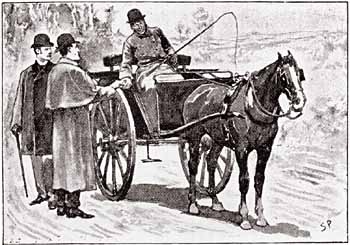
Holmes se dirije ao local do crime
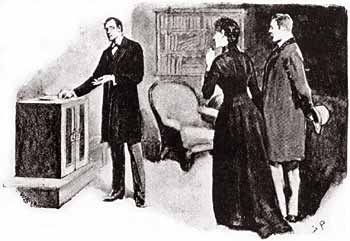
Holmes faz investigações sobre Roylott
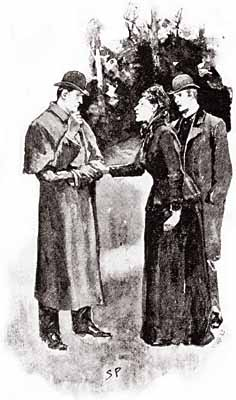
Holmes se despede de Helen Stoner
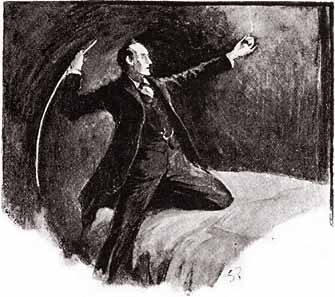
Sherlock Holmes põe em prática plano para pegar o assassino
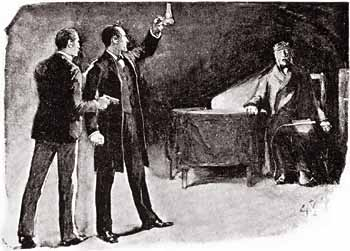
Grimesby Roylott é encontrado morto

## Ligações Externas
- Conto em Português completo e ilustrado